# Západokazachstánská oblast
Západokazachstánská oblast (kazašsky Батыс Қазақстан облысы, rusky Западно-Казахстанская область dříve Уральская область) je oblast na severozápadě Kazachstánu. Byla založena 10. března 1932 v rámci Kazašské ASSR. V letech 1961-92 se jmenovala Uralská oblast a pod tímto názvem byla v letech 1962-64 součástí Západokazašského kraje. Rozkládá se v povodí středního toku řeky Ural. Má rozlohu 151 300 km² a 609 300 (r. 2006)  obyvatel a nachází se v ní 3 města a 4 sídla městského typu. Je rozdělena na 15 administrativních okresů. Hlavním městem je Oral.

## Poloha
Oblast hraničí se dvěma oblastmi Kazachstánu (Atyrauskou na jihu a Aktobskou na východě) a se čtyřmi oblastmi Ruska (Orenburskou na severovýchodě, Saratovskou na severu, Volgogradskou na severozápadě a Astrachaňskou na jihozápadě).
Oblast zaujímá severní část Přikaspické nížiny, která je rovinná a je charakteristická velkými písečnými masívy a propadlinami, které jsou vyplněné slanými jezery nebo slanisky. Na sever zasahuje jižní výběžek Velkého Syrtu (hora Ička 259 m n. m.) a na východ okraj Poduralského planiny.

## Klima
Klima je kontinentální s horkým, suchým létem a chladnou zimou s malým množstvím sněhu. Průměrná teplota v červenci je 24–26 °С a v lednu 11–14 °С. Množství srážek za rok je 300 mm na severu a 180 mm na jihu. Charakteristické jsou silné větry.

## Vodstvo
Řeky náleží k bezodtokému povodí Kaspického moře (největší je Ural). Většina řek má málo vody, v létě vysychají nebo se rozpadají na oddělené tůně. Jsou na nich postavené přehrady. Největší jsou na řece Kušum (Kušumská přehrada, Dongelekská přehrada). Na území oblasti se nachází mnoho jezer (v pravém smyslu i deltových). Většina z nich v létě ztrácí většinu vody vypařováním. Největší sladká jezera jsou Kamyš-Samarské, Itmurynkol a Rybnyj Sakryl. Největší slaná jsou Šalkar a Aralsor.

## Půdy
Na severu oblasti je zóna stepí, která se na jihu mění v polopustinu. V severní části se vyskytují nevelké plochy černozemí, na jihu tmavěhnědé, hnědé a světlehnědé půdy se skvrnami, na jihu převládají slaniska. Velké části jižních a jihovýchodních okresů jsou pokryty pískem. V říčních údolích se nacházejí luční slané půdy.

## Flóra
Travnatý porost přechází ve stepní (kavyl, pelyněk). V korytech řek jsou travnaté louky. Lesy (topol, jilm, dub) zůstaly především в пойме řeky Ural a na Velkém Syrtu (úzké březové pásy lesa mezi poli). Na jihozápadě oblasti jsou borové háje, bílé akácie a olše.

## Fauna
Po celém území jsou zastoupeni hlodavci (sysli, frčci, tarbíčci, pískomilové) a savci (vlci, lišky, tchoři, lasice), zřídka sudokopytníci (sajga tatarská, gazela perská). Z plazů zde žijí hadi (hroznýšek turecký, ancistrodon halys, zmije obecná) a na jihu stepní agama. Z ptáků zde žijí drop malý, drop velký a stepokur kirgizský. Řeka Ural a jezera jsou bohaté na ryby (cejni, kapři, líni, okouni, candáti, sumci, štiky).